# 싸이6甲 Part 1
《싸이6甲 Part 1》(싸이육갑 Part 1)은 대한민국의 가수 싸이의 여섯 번째 정규 음반이다. 이 음반은 당초 Part 1과 Part 2로 나뉘어 발매될 예정으로 2012년 7월 25일 Part 1이 발매되었지만 Part 2는 발매가 되지 않았다. 타이틀 곡은 〈강남스타일〉이다. YG 엔터테인먼트와 KT 뮤직에 의해 기획, 제작되어 발매되었고, 해외에서는 유니버설 뮤직 그룹, YGEX에 의해 발매되었다.

## 트랙 리스트
- 전체 편곡: 유건형

| #            | 제목                                 | 작사               | 작곡           | 재생 시간 |
| ------------ | ------------------------------------ | ------------------ | -------------- | --------- |
| 1.           | 〈청개구리〉 (Feat. G-DRAGON)        | 싸이, G-DRAGON     | 싸이, 유건형   | 3:27      |
| 2.           | 〈뜨거운 안녕〉 (Feat. 성시경)       | 유희열, 싸이       | 유희열, 김태훈 | 3:29      |
| 3.           | 〈강남스타일〉                       | 싸이               | 싸이, 유건형   | 3:39      |
| 4.           | 〈77학개론〉 (Feat. 리쌍, 김진표)    | 싸이, 김진표, 개리 | 싸이, 유건형   | 4:39      |
| 5.           | 〈어땠을까〉 (Feat. 박정현)          | 싸이               | 싸이, 유건형   | 4:04      |
| 6.           | 〈NEVER SAY GOODBYE〉 (Feat. 윤도현) | 싸이               | 싸이, 유건형   | 3:21      |
| 총 재생 시간 | 총 재생 시간                         | 총 재생 시간       | 총 재생 시간   | 22:39     |

## 참여 스탭
이 목록은 해당 앨범의 부클릿 〈staff〉 목록에서 발췌하였다.
연주자
- 오영상 - 기타(1, 6)
- 이경한 - 베이스 기타(1, 6)
- Sam Lee - 기타(5)
- 임채광 - 드럼(6)
- 김종익 - 피아노(6)

스탭
- 싸이 - 프로듀서, 헤어, 믹싱
- 유건형 - CO-프로듀서
- 양현석 - 이그제큐티브 프로듀서, 믹싱
- 한재응/이경준/신성권/이지훈(YG 엔터테인먼트), 박은정(HUB 스튜디오), 정은경(IN GRID 스튜디오), 백경훈/송주용(스튜디오 T) - 녹음
- Jason Robert - 믹싱
- 성지훈(JFS 스튜디오)/오성근(스튜디오 T) - 믹싱(5)
- Tom Coyne(Stering Sound) - 마스터링
- 장성은 - 아트 디렉터, 아트워크, 디자인
- 권순호(HOZO) - 일러스트레이터
- (주)신우문화 - 인쇄
- 홍혜원 - 스타일리스트, 메이크 업
- 신하나 - 스타일리스트
- 황규완, 김형곤, 이태복 - 매니지먼트

## 차트
| 차트 (2012~13)                | 최고 순위 |
| ----------------------------- | --------- |
| 대한민국 (가온 앨범 차트)     | 2         |
| 미국 월드 앨범 (빌보드)       | 2         |
| 미국 히트시커스 앨범 (빌보드) | 24        |
| 일본 (오리콘)                 | 92        |

| 차트 (2012)               | 최고 순위 |
| ------------------------- | --------- |
| 대한민국 (가온 앨범 차트) | 15        |

## 논란

### 〈77학개론〉 가사 논란
본 앨범에 수록된 노래 "77학개론"에서 '1997년 집단 성착취 영상 거래 사건'을 언급하며 논란이 되었다. 대중들 반응은 "대학생 헌팅하는 고등학생, 김진표는 불법 성관계 비디오를 보고, 개리는 소위 일진"이라는 의견도 있었고, "피해자 입장에서 생각하면, 일진 가해 행동을 추억이라면서 곱씹기가 가능하냐"라며 비판 및 비난 여론이 일었다.